# Hakha
Hakha (birmano: ဟားခါးမြို့ [hákʰá mjo̰]) es la capital del Estado Chin, en el oeste de Birmania. Dentro del estado, Hakha es la capital del distrito homónimo y del municipio homónimo.
En 2014 tenía una población de 24 926 habitantes, en torno a la mitad de la población municipal.
Fue fundada a finales del siglo XIV por el pueblo lai y fue durante siglos una zona tribal. Las tropas de la Birmania británica ocuparon la zona en 1890, como parte de una operación para "someter tribus salvajes", y según sus documentos la localidad contaba ya con más de seiscientas casas. En 1899 se implantó una misión estadounidense en la zona que convirtió a la mayor parte de la población al cristianismo. En 1974, el centro administrativo del Estado Chin pasó de Falam a Hakha.
Se ubica en una zona montañosa unos 400 km al noroeste de la capital nacional Naipyidó, cerca de la frontera con el estado indio de Mizoram.

## Clima
| Parámetros climáticos promedio de Hakha (1989–2010) | Parámetros climáticos promedio de Hakha (1989–2010) | Parámetros climáticos promedio de Hakha (1989–2010) | Parámetros climáticos promedio de Hakha (1989–2010) | Parámetros climáticos promedio de Hakha (1989–2010) | Parámetros climáticos promedio de Hakha (1989–2010) | Parámetros climáticos promedio de Hakha (1989–2010) | Parámetros climáticos promedio de Hakha (1989–2010) | Parámetros climáticos promedio de Hakha (1989–2010) | Parámetros climáticos promedio de Hakha (1989–2010) | Parámetros climáticos promedio de Hakha (1989–2010) | Parámetros climáticos promedio de Hakha (1989–2010) | Parámetros climáticos promedio de Hakha (1989–2010) | Parámetros climáticos promedio de Hakha (1989–2010) |
| Mes                                                 | Ene.                                                | Feb.                                                | Mar.                                                | Abr.                                                | May.                                                | Jun.                                                | Jul.                                                | Ago.                                                | Sep.                                                | Oct.                                                | Nov.                                                | Dic.                                                | Anual                                               |
| --------------------------------------------------- | --------------------------------------------------- | --------------------------------------------------- | --------------------------------------------------- | --------------------------------------------------- | --------------------------------------------------- | --------------------------------------------------- | --------------------------------------------------- | --------------------------------------------------- | --------------------------------------------------- | --------------------------------------------------- | --------------------------------------------------- | --------------------------------------------------- | --------------------------------------------------- |
| Temp. máx. abs. (°C)                                | 24.9                                                | 26.4                                                | 29.5                                                | 32.5                                                | 30.0                                                | 30.0                                                | 30.0                                                | 28.0                                                | 26.6                                                | 27.0                                                | 26.2                                                | 24.7                                                | 32.5                                                |
| Temp. máx. media (°C)                               | 18.7                                                | 20.3                                                | 22.9                                                | 25.1                                                | 24.0                                                | 23.0                                                | 22.3                                                | 21.9                                                | 21.9                                                | 21.5                                                | 19.6                                                | 18.1                                                | 21.6                                                |
| Temp. media (°C)                                    | 10.5                                                | 12.5                                                | 15.6                                                | 18.1                                                | 18.9                                                | 19.4                                                | 19.2                                                | 18.9                                                | 18.5                                                | 17.1                                                | 13.4                                                | 10.2                                                | 16                                                  |
| Temp. mín. media (°C)                               | 2.2                                                 | 4.7                                                 | 8.2                                                 | 11.1                                                | 13.7                                                | 15.7                                                | 16.1                                                | 15.8                                                | 15.0                                                | 12.6                                                | 7.1                                                 | 2.3                                                 | 10.4                                                |
| Temp. mín. abs. (°C)                                | -4.3                                                | -5.0                                                | -1.0                                                | 4.6                                                 | 8.9                                                 | 10.2                                                | 11.5                                                | 11.0                                                | 10.0                                                | 3.5                                                 | -3.8                                                | -4.8                                                | -5.0                                                |
| Lluvias (mm)                                        | 10.0                                                | 13.1                                                | 33.7                                                | 70.2                                                | 190.8                                               | 243.4                                               | 320.8                                               | 342.3                                               | 328.8                                               | 209.1                                               | 47.1                                                | 15.2                                                | 1824.5                                              |
| Fuente: Norwegian Meteorological Institute          |                                                     |                                                     |                                                     |                                                     |                                                     |                                                     |                                                     |                                                     |                                                     |                                                     |                                                     |                                                     |                                                     |